# Kriechbaumerella ornatipennis
Kriechbaumerella ornatipennis är en stekelart som först beskrevs av Cameron 1902.  Kriechbaumerella ornatipennis ingår i släktet Kriechbaumerella och familjen bredlårsteklar. Inga underarter finns listade i Catalogue of Life.